# Duilio Santarosa
Duilio Santarosa (Trieste, 22 dicembre 1923 – Gallarate, 29 settembre 2016) è stato un calciatore italiano, di ruolo portiere.

## Carriera
Iniziò la carriera di calciatore nella sua città d'origine, militando nella Ponziana con cui disputò due campionati di Serie C.

Nell'estate del 1942 fu acquistato dal Bari che militava in Serie A, ma nei due campionati in massima serie, peraltro inframezzati dal conflitto bellico, collezionò solo 3 presenze, anche perché chiuso da un grande portiere come Leonardo Costagliola.

Ceduto in prestito all'Arsenale Taranto nel 1946 disputò il suo primo campionato tra i cadetti. Venne ceduto quindi alla Torrese, con cui disputò il suo secondo ed ultimo campionato di B, disputando complessivamente 54 gare in questa categoria. Con la squadra campana restò per altre due stagioni, disputate entrambe in Serie C collezionando in totale 83 gettoni di presenza in maglia biancoscudata.

## Statistiche

### Presenze e reti nei club
| Stagione        | Squadra          | Campionato      | Campionato | Campionato | Coppe nazionali | Coppe nazionali | Coppe nazionali | Altre coppe | Altre coppe | Altre coppe | Totale | Totale |
| Stagione        | Squadra          | Comp            | Pres       | Reti       | Comp            | Pres            | Reti            | Comp        | Pres        | Reti        | Pres   | Reti   |
| --------------- | ---------------- | --------------- | ---------- | ---------- | --------------- | --------------- | --------------- | ----------- | ----------- | ----------- | ------ | ------ |
| 1940-1941       | Ponziana         | C               | ?          | ?          |                 |                 |                 |             |             |             | ?      | ?      |
| 1941-1942       | Ponziana         | C               | ?          | ?          |                 |                 |                 |             |             |             | ?      | ?      |
| 1942-1943       | Bari             | A               | 0          | 0          |                 |                 |                 |             |             |             | 0      | 0      |
| 1945-1946       | Bari             | A               | 3          | -8         |                 |                 |                 |             |             |             | 3      | -8     |
| 1946-1947       | Arsenale Taranto | B               | 22         | -24        |                 |                 |                 |             |             |             | 22     | -24    |
| 1947-1948       | Torrese          | B               | 32         | -55        |                 |                 |                 |             |             |             | 32     | -55    |
| 1948-1949       | Torrese          | C               | 30         | -45        |                 |                 |                 |             |             |             | 30     | -45    |
| 1949-1950       | Torrese          | C               | 21         | -34        |                 |                 |                 |             |             |             | 21     | -34    |
| Totale Torrese  | Totale Torrese   | Totale Torrese  | 83         | -134       |                 |                 |                 |             |             |             | 83     | -134   |
| Totale carriera | Totale carriera  | Totale carriera | 108        | -166       |                 |                 |                 |             |             |             | 108    | -166   |